# Adam Wiktor (ziemianin)
Adam Wincenty z Wiatrowic Wiktor herbu Brochwicz (ur. 13 lutego 1847., zm. 1907) – polski ziemianin.

## Życiorys
Był synem Jakuba Wiktora herbu Brochwicz (1814-1887) z jego pierwszego małżeństwa z Wincentą z domu Zatorską herbu Ślepowron (1824-1847).
Po matce był właścicielem majątków Załuż, Wujskie i Pomiarki pod Sanokiem. Figurował jako ich właściciel od połowy XIX wieku. Według stanu z 1895 posiadłość tabularna w Załużu była podzielona na dwa korpusy, z którego pierwszy należący do Adama Wiktora liczył 1224 morgów, w tym 409 morgów lasu. Ponadto, według stanu z 1868 był właścicielem dóbr Bykowce.
Został wybrany Rady c. k. powiatu sanockiego z grupy większych posiadłości i był członkiem wydziału powiatowego w latach od około 1877 do około 1881, później ponownie był wybierany do Rady, nie pełniąc już funkcji w wydziale: od około 1881 do około 1884, od około 1884 do około 1888, od 1888 do około 1890, od 1896 do około 1903, po raz kolejny wybrany był członkiem Rady od około 1903 do około 1906 i był zastępcą członka wydziału, po kolejnych wyborach 29 grudnia 1906 został wybrany członkiem wydziału.
Był działaczem Powiatowego Towarzystwa Zaliczkowego w Sanoku, w połowie nie przyjął funkcji członka rady nadzorczej. Udzielał się w działalności społecznej.
Jego żoną była Olga (wzgl. Aleksandra) z domu Żurowska herbu Leliwa (ur. 1850, córka Teofila Żurowskiego). Ich dziećmi byli: Stefan (ur. 1883 wzgl. 1884, żonaty z Olgą Didur, córką Adama Didura, który był nieślubnym dzieckiem Jakuba Wiktora), Roman (1890-1917), Paweł (1893-1940).
Z jego inicjatywy w 1880 wybudowano budynek szkoły w Załużu. W 1880 ufundował kaplicę w obrębie majątku w Załużu, pełniącą funkcję zarówno świątyni, jak i grobowca rodzinnego. Zmarł w 1907. Został pochowany w krypcie ww. kaplicy (spoczęła także jego żona Olga). Po jego śmierci majątki Wujskie i Załuż objął jego syn, Paweł Wiktor.